# Баков-над-Їзероу
Баков-над-Їзероу (чеськ. Bakov nad Jizerou) —  місто в районі Млада-Болеслав Середньочеського краю Чехії. Місто розташоване на березі Їзери, в 10 км на північ від Млада-Болеслава, неподалік від міжнародної траси E65.

## Історія
Вперше поселення згадується в 1345 у складі парафії церкви святого Варфоломія, підпорядкованої цистерціанському монастирю у Мніхово-Градіште.
У 1497 Баков-над-Їзероу отримав статус міста, і в XVI столітті став спадковою вотчиною роду Вартенберкових (чеськ. Vartenberkové). Однак, після того, як вони у чеському повстанні проти імператора Фердинанда II в 1618 (так звана Друга Празька дефенестрація) підтримали повстанців, майно Вартенберкових було конфісковано в 1622, в тому числі і Баков-над-Їзероу. У 1623 право на володіння придбав Альбрехт Валленштейн з роду Вальдштейнів, у володінні яких місто перебувало до 1848.
22 травня 1643 місто було пограбоване і спалене шведами. Наступна пожежа сталася в 1866. Через рік в Бакові-над-Їзероу трапилася сильна епідемія холери, і чисельність населення скоротилася вдвічі.

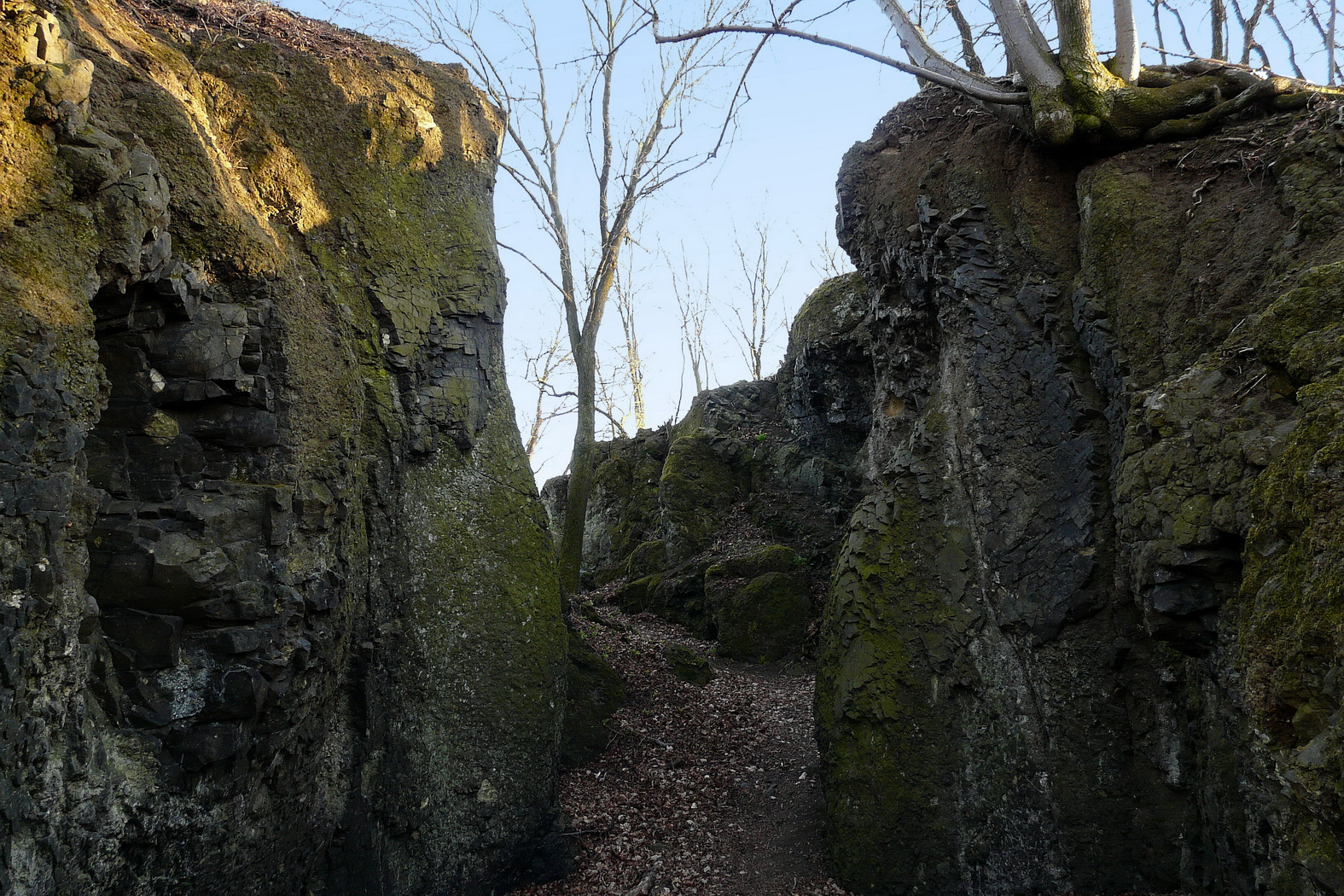
Скелі у заповіднику Пагорб Баба

## Пам'ятки
- Костел святого Варфоломія;
- Чумний стовп Святої Трійці;
- Кладовище і каплиця святої Варвари;
- Фортеця Студенка (чеськ. Tvrz Studénka);
- Руїни замку у селі Звіжетіце, що адміністративно належить до міста.

На території громади розташовується один із природних заповідників Чехії Пагорб Баба (чеськ. Vrch Baba u Kosmonos) і пам'ятка природи Підградський став (чеськ. Podhradská tůň ).

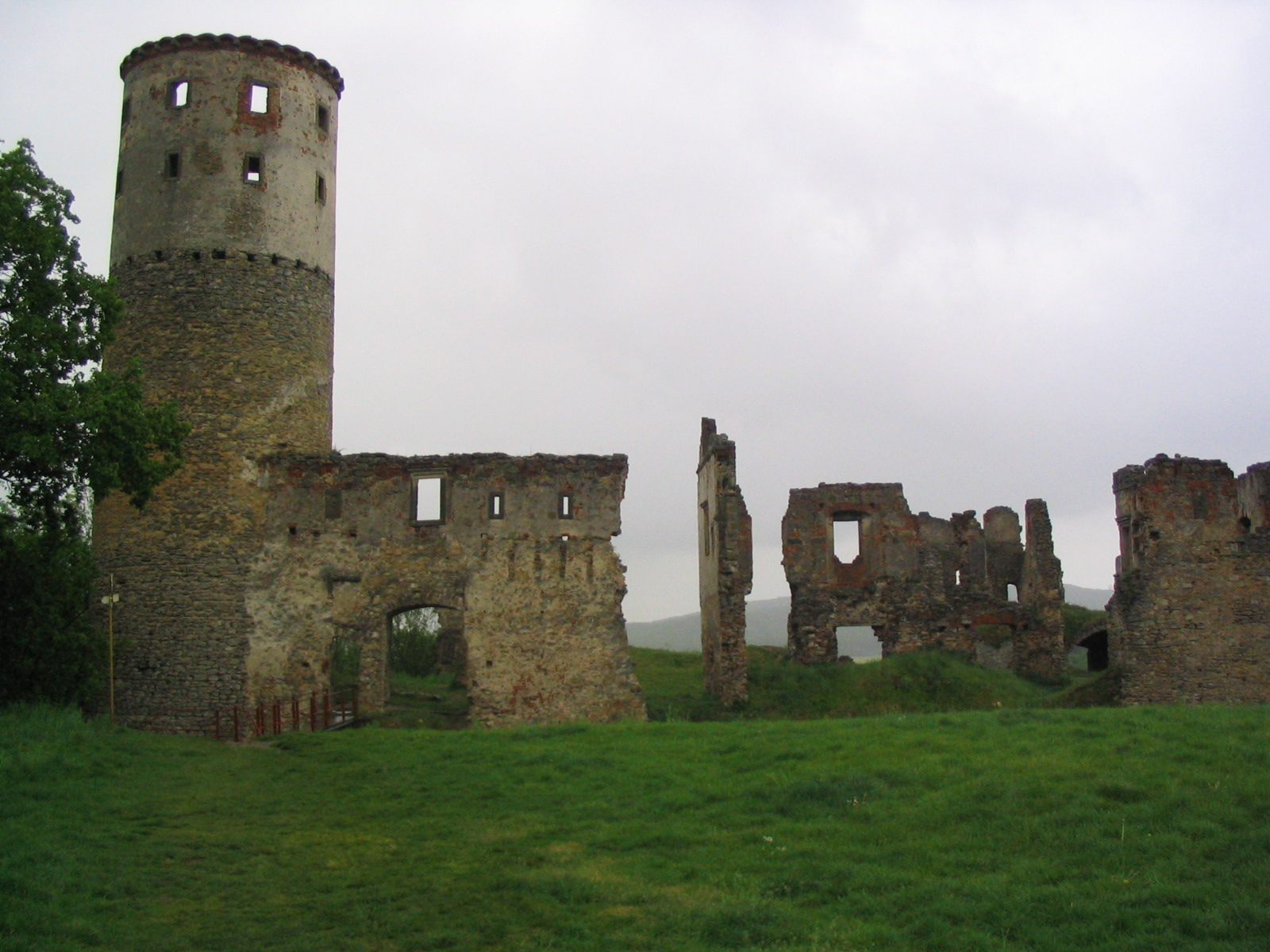
Руїни замку у Звіжетіце

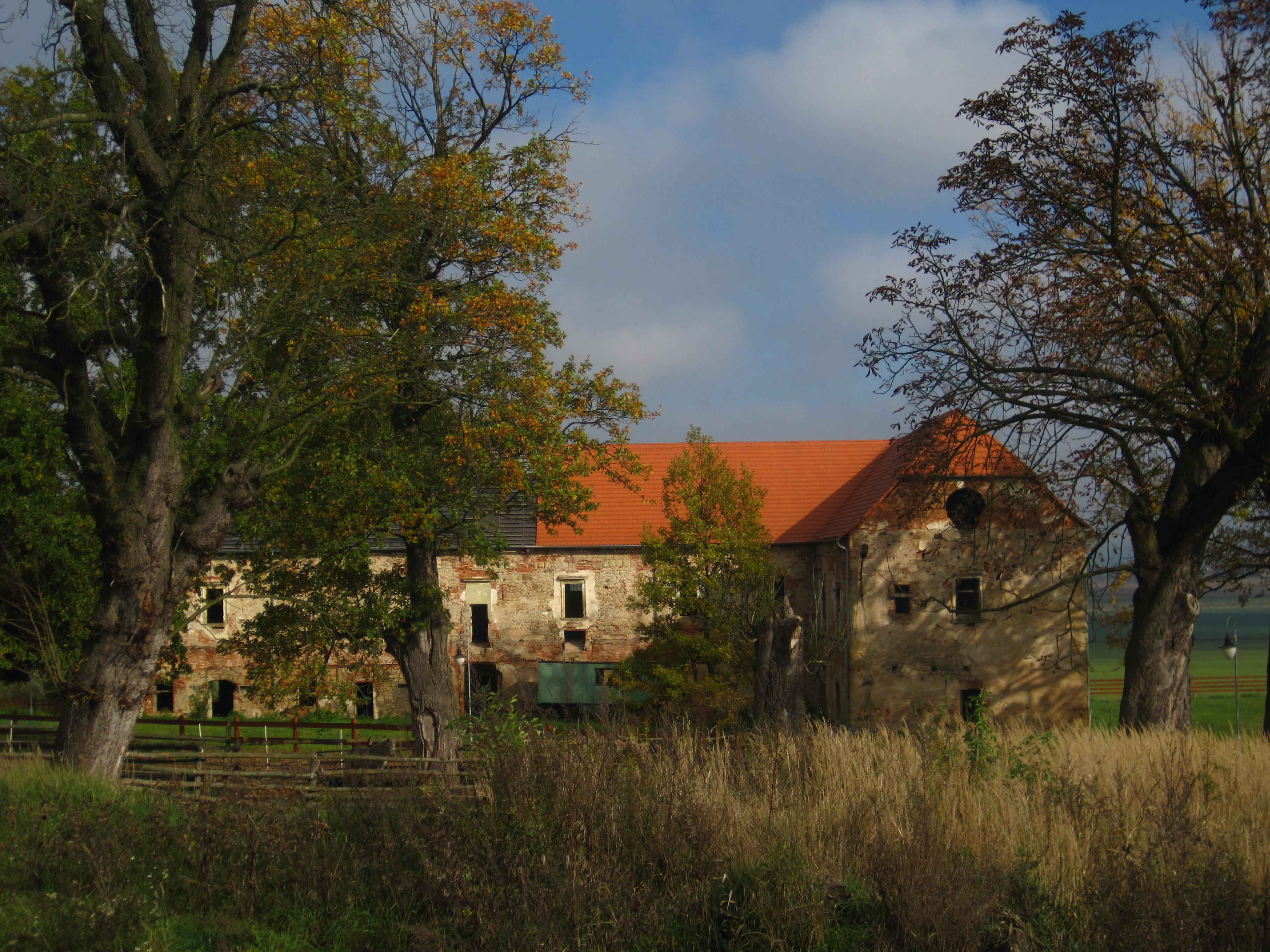
Фортеця Студенка

## Населення
| Рік  | Чисельність | Чисельність |
| ---- | ----------- | ----------- |
| 1869 | 3233        | [ 8 ]       |
| 1880 | 3611        | [ 8 ]       |
| 1890 | 3845        | [ 8 ]       |
| 1900 | 4065        | [ 8 ]       |
| 1910 | 4719        | [ 8 ]       |
| 1921 | 4745        | [ 8 ]       |
| 1930 | 5603        | [ 8 ]       |

| Рік  | Чисельність | Чисельність |
| ---- | ----------- | ----------- |
| 1950 | 4733        | [ 8 ]       |
| 1961 | 5020        | [ 8 ]       |
| 1970 | 4792        | [ 8 ]       |
| 1980 | 4601        | [ 8 ]       |
| 1991 | 4369        | [ 8 ]       |
| 2001 | 4544        | [ 8 ]       |
| 2011 | 4978        | [ 8 ]       |

| Рік  | Чисельність | Чисельність |
| ---- | ----------- | ----------- |
| 2014 | 5071        | [ 9 ]       |
| 2016 | 5176        | [ 10 ]      |
| 2017 | 5158        | [ 11 ]      |
| 2018 | 5148        | [ 12 ]      |
| 2019 | 5156        | [ 13 ]      |
| 2020 | 5175        | [ 14 ]      |
| 2021 | 5141        | [ 15 ]      |

| Рік  | Чисельність | Чисельність |
| ---- | ----------- | ----------- |
| 2021 | 4976        | [ 16 ]      |
| 2022 | 4967        | [ 17 ]      |
| 2023 | 5202        | [ 18 ]      |
| 2024 | 5316        | [ 19 ]      |
| 2025 | 5355        | [ 4 ]       |

| Рік  | Чисельність | Чисельність |
| ---- | ----------- | ----------- |
| 1869 | 3233        | [ 8 ]       |
| 1880 | 3611        | [ 8 ]       |
| 1890 | 3845        | [ 8 ]       |
| 1900 | 4065        | [ 8 ]       |
| 1910 | 4719        | [ 8 ]       |
| 1921 | 4745        | [ 8 ]       |
| 1930 | 5603        | [ 8 ]       |

| Рік  | Чисельність | Чисельність |
| ---- | ----------- | ----------- |
| 1950 | 4733        | [ 8 ]       |
| 1961 | 5020        | [ 8 ]       |
| 1970 | 4792        | [ 8 ]       |
| 1980 | 4601        | [ 8 ]       |
| 1991 | 4369        | [ 8 ]       |
| 2001 | 4544        | [ 8 ]       |
| 2011 | 4978        | [ 8 ]       |

| Рік  | Чисельність | Чисельність |
| ---- | ----------- | ----------- |
| 2014 | 5071        | [ 9 ]       |
| 2016 | 5176        | [ 10 ]      |
| 2017 | 5158        | [ 11 ]      |
| 2018 | 5148        | [ 12 ]      |
| 2019 | 5156        | [ 13 ]      |
| 2020 | 5175        | [ 14 ]      |
| 2021 | 5141        | [ 15 ]      |

| Рік  | Чисельність | Чисельність |
| ---- | ----------- | ----------- |
| 2021 | 4976        | [ 16 ]      |
| 2022 | 4967        | [ 17 ]      |
| 2023 | 5202        | [ 18 ]      |
| 2024 | 5316        | [ 19 ]      |
| 2025 | 5355        | [ 4 ]       |